# E-Z Rollers
E-Z Rollers — британский драм-н-бейс коллектив, сформированный в 1995 году в Норфолке.

## Карьера
Одной из первых хитов группы был сингл «Rolled into 1», среди других известных песен: «Short Change», которая была частью саундтрека видеоигры GTA 2; «Cop Theme», прозвучавшая в видеоигре Sled Storm; ремикс на песню «Tough At The Top»; «Soundclash» была часть музыкальной дорожки игры Rollcage, а также «Breakbeat Generation», которая прозвучала в её сиквеле — Rollcage Stage II. Их песню «Walk This Land» можно услышать в фильме Гая Ричи «Карты, деньги, два ствола». В апреле 1999 года, трек поднялся на 18-е место британского хит-парада. Композиции группы — «Retro» и «Soundclash», звучат в саундтреке видеоигры TOCA 2 Touring Cars.
В начале карьеры, E-Z Rollers выпускали свои записи на лейбле Moving Shadow, но позже создали свой собственный лейбл, под названием Intercom Recordings. В 2007 году на нём вышел их новый диск — Conductor.

## Дискография

### Студийные альбомы
- Dimensions of Sound (1996)
- Weekend World (1998)
- Titles of the Unexpected (2002)
- Conductor (2007)

### Альбомы ремиксов
- Drumfunk Hooliganz (1998)
- Lickable Beats (2003)
- Lickable Beats 2 (2005)
- 05.1 (2005)